# Nelson Cardoso
Nelson Cardoso foi um famoso radialista gaúcho, que nasceu em Sant'Ana do Livramento, Rio Grande do Sul, no dia 7 de dezembro de 1926. Formou-se em Direito pela Universidade Federal do Rio Grande do Sul (UFRGS).
Seu primeiro trabalho na área radiofônica foi como redator comercial da Rádio Farroupilha, que era dirigida na época por Manoel Braga Gastal. Nelson Cardoso trabalhava então escrevendo propagandas dos patrocinadores da rádio. Foi o idealizador e escritor da Banca de sapateiro levado ao ar em torno do meio dia na Rádio Farroupilha de Porto Alegre nos anos 50 e 60.
O primeiro programa de Nelson Cardoso foi o "Sinos da Tarde", em 1947, que era transmitiddo diariamente, ao final do dia, e tinha como som caraterístico um som de sinos batendo. Esse programa foi inspirado em outro famoso programa da época, o "Ave Maria".  Com o sucesso do programa, Nelson Cardoso tornou-se um dos locutores oficiais da rádio.
Nelson Cardoso faleceu em 23 de setembro de 2017.
Recebeu como homenagem o nome de uma das principais avenidas do bairro da Taquara, em Jacarepaguá, Rio de Janeiro, RJ.